# جاك تشرشل
الرائد جون سترينج سبنسر تشرشل (4 فبراير 1880 - 23 فبراير 1947) ، المعروف باسم جاك تشرشل ،  كان الابن الأصغر للورد راندولف تشرشل وزوجته جيني، وشقيق رئيس الوزراء السابق للمملكة المتحدة السير ونستون تشرشل. 

## نشأته
ولد في فينكس بارك في مدينة دبلن من أيرلندا، حيث كان والده اللورد راندولف، سكرتيرًا لجد جاك، دوق مارلبورو السابع، ثم نائب الملك في أيرلندا. 
تلقى جون تعليمه في مدرسة هارو في إنجلترا. اعتقدت أخوات جيني أن والد جون البيولوجي الفعلي هو إيفلين بوسكاوين. 

## حياته العملية

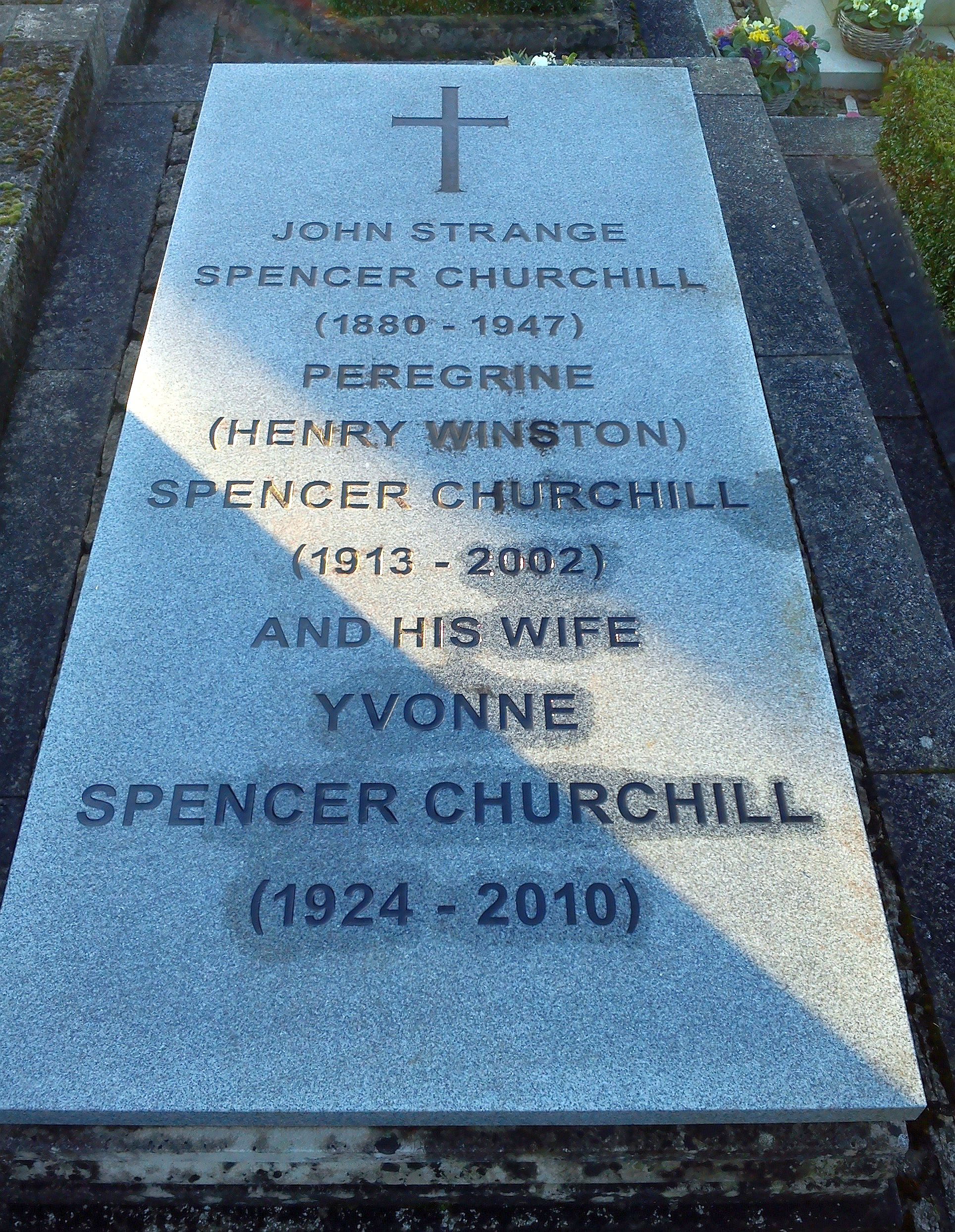
قبر جون سترينج سبنسر تشرشل في كنيسة سانت مارتن ، بلادون.

تم تكليفه بالانضمام إلى فرسان الملكة في أوكسفوردشاير عام 1898. خدم في جنوب إفريقيا جنبًا إلى جنب مع شقيقه المراسل الحربي في حرب البوير الثانية في 1899-1900.
تم ذكره في الرسائل وتم إطلاق النار عليه في ساقه في فبراير 1900، أثناء معركة مرتفعات توجيلا، وهي جزء من حملة إغاثة ليديسميث.  
قاتل في الحرب العالمية الأولى، حيث ورد ذكره مرة أخرى في دفعات. خدم في طاقم المشير لورد فرينش ، والجنرال سير إيان هاميلتون (الذي عمل كضابط ارتباط بحري لقوة الاستكشاف في البحر الأبيض المتوسط ) والمارشال لورد بيردوود (الذي شغل منصب قائد المعسكر ، فيلق أنزاك الأول ، ثم مساعد السكرتير العسكري في مقر الجيش الخامس). 
وصل إلى رتبة رائد وحصل على الأوسمة الفرنسية من صليب الحرب وجوقة الشرف ووسام الخدمة البريطانية المتميزة في عام 1918.
بعد الحرب أصبح رجل أعمال في مدينة لندن  أولاً كشريك في ستوكبروكر و فيليبس وبينديكس من عام 1906 ثم في فيكرس حيث أصبح شريكًا في عام 1921.
خلال الحرب العالمية الثانية كان قد توفت زوجته وعاش في 10 داوننغ ستريت (حيث استخدم غرف النوم في الطابق العلوي الذي كان يستخدمه تشرشل وزوجته سابقًا) أو في الملحق رقم 10. 

## الحياة الشخصية
تزوج في أكسفورد في 8 أغسطس 1908 السيدة جويندولين تيريزا ماري بيرتي (20 نوفمبر 1885 - 7 يوليو 1941) ، ابنة مونتاجو بيرتي ، إيرل أبينجدون السابع ، وجويندولين ماري دورمر. نشأت الليدي جويندولين ككاثوليكية رومانية. 
أنجب يوحنا وزوجته ثلاثة أطفال: 
- جون جورج سبنسر تشرشل (1909-1992)
- هنري وينستون (المعروف باسم بيريجرين) سبنسر تشرشل (1913-2002) ، الذي تزوج من إيفون هنرييت ماري جهانين (1924-2010). [2]
- (آن) كلاريسا سبنسر تشرشل ، كونتيسة أفون لاحقًا (1920-2021)، زوجة رئيس الوزراء أنطوني إيدن

توفي جاك في 23 فبراير 1947 عن عمر يناهز 67 عامًا بسبب أمراض القلب. تم دفنه بالقرب من والديه وشقيقه (الذين عاشوا بعده لمدة 18 عامًا) في كنيسة سانت مارتن ، بلادون ، بالقرب من وودستوك ، أوكسفوردشاير . 

## ملحوظات
1. ↑  This British person has the double-barrelled surname Spencer-Churchill, but is known by the surname Churchill.